# Marie-Madeleine Jodin
 Marie-Madeleine Jodin (* 27. Juni 1741  in Paris; † 1790 ebenda) war eine französische Schauspielerin, Philosophin und Feministin.

## Leben und Wirken
Ihr Vater war der hugenottische Uhrmacher Jean Jodin, der in Genf seinerseits als Sohn eines Uhrmachers, maître-horloger geboren worden war. 1732 verließ ihr Vater Genf in Richtung Paris, wo er seine Uhrmacherausbildung beendete. 1734 machte er sich selbstständig, später aber war er in Abhängigkeit von anderen Uhrmachermeistern und Manufekteuren tätig. Der Titel eines Uhrmachermeisters war ihm in Paris allerdings zunächst verwehrt worden. Seine finanzielle Situation blieb auf Dauer schwierig und wechselvoll.
Am 23. August 1734 heiratete er Madeleine Dumas Lafauzes (* 1705) aus Lunel. Aus dieser Ehe ging die Tochter Marie-Madeleine Jodin hervor.
Die Tochter wurde im Jahre 1750 als Neunjährige dazu gedrängt, zum Katholizismus zu konvertieren, um in Frankreich nicht zu den calvinistischen Außenseitern zu gehören. Sie stand auch unter der Fürsorge ihrer Tante Marie Jodin, die sie in sechs verschiedene Klosterschulen schickte, die sie allesamt verlassen musste.
Denis Diderot bat den bekannten Uhrmacher Jean Jodin um einen Beitrag für die Encyclopédie. Nach dessen frühem Tod übernahm Diderot gewissermaßen die geistige Vormundschaft für Marie Madeleine. De jure aber erhielt der väterliche Bruder Pierre Jodin die Vormundschaft über Marie-Madeleine.
Beide korrespondierten zwischen 1765 und 1769 intensiv miteinander. Denis Diderot gab ihr regelmäßig Ratschläge und moralische Belehrungen, die aber nicht den gewünschten Widerhall bei der pubertierenden jungen Frau fanden.
Sie geriet aus verschiedenen Gründen in Konflikt mit der police des mœurs, einer Sittenpolizei des Ancien Régime. Unter anderem deshalb, weil sie und ihre Mutter aufgrund des Todes von Jean Jodin und der daraus resultierenden Armut eine Zeitlang der Prostitution nachgingen. Die Dirnenentlohnung bewegte sich Mitte des 18. Jahrhunderts in der Gegend um das Palais Royals zwischen 7 und 20 Livres. Die Prostituierten waren verpflichtet, ein vergoldetes Emblem am Gürtel zu tragen.
Die police des mœurs wurde im Jahre 1747 von Nicolas René Berryer ins Leben gerufen und organisierte sich innerhalb des "Bureau de la discipline des mœurs".
Als zwanzigjährige wurde sie im November 1761 zusammen mit ihrer Mutter in das Frauengefängnis des Hôpital de la Salpêtrière interniert. Ihre Erfahrungen aus dieser Zeit bewogen sie zu verschiedenen Forderungen über die zukünftigen Rechte von Frauen. So setzte sie sich für eine Aufhebung der in der Öffentlichkeit ausgeübten Prostitution ein und dafür, dass sich Prostituierte, filles de joie nicht mehr vor der police des mœurs für ihr Tun rechtfertigen müssen. Sie war für die Einrichtung einer eigenen Frauen-Gerichtsbarkeit, die für familiäre Konflikten zuständig ist. Ebenso setzte sie sich für die Errichtung von Wohnstätten für bedürftige Frauen und ein Recht auf Scheidung ein.
Ihre turbulente Karriere als Schauspielerin führte sie von Paris nach Warschau, Dresden, Bordeaux (1768–1769), London, Angers und wieder zurück nach Paris. In Dresden führte eine Liaison mit dem dänischen Gesandten am sächsischen Hof Werner von der Schulenburg (1736–1810) zu Schwierigkeiten mit der dortigen Obrigkeit.

## Werke
- Vues législatives pour les femmes. (1790)
- Briefwechsel von Marie-Madeleine Jodin und Denis Diderot, Lettres à Mademoiselle Jodin